# Aclerda orchidicola
Aclerda orchidicola är en insektsart som beskrevs av Mcconnell 1954. Aclerda orchidicola ingår i släktet Aclerda och familjen Aclerdidae.
Artens utbredningsområde är Filippinerna. Inga underarter finns listade i Catalogue of Life.